# Houtverbinding

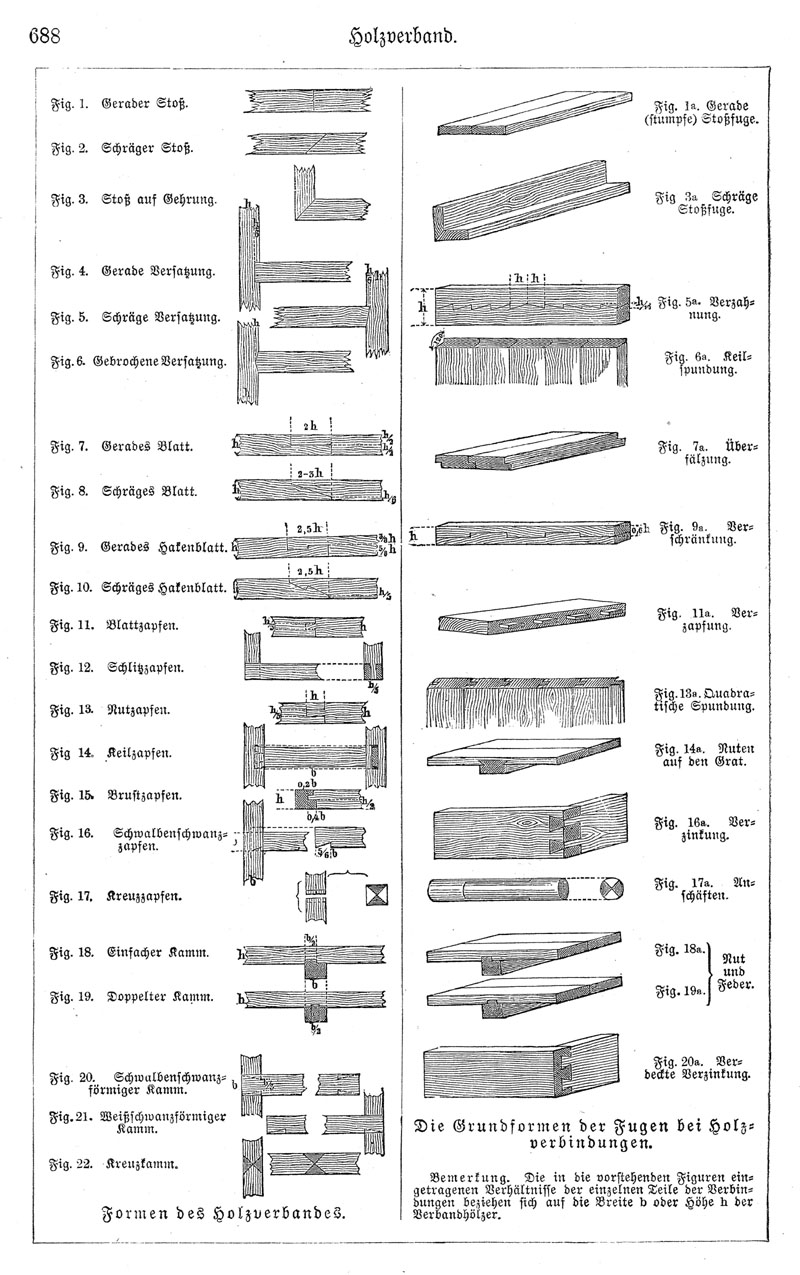
Verschillende houtverbindingen

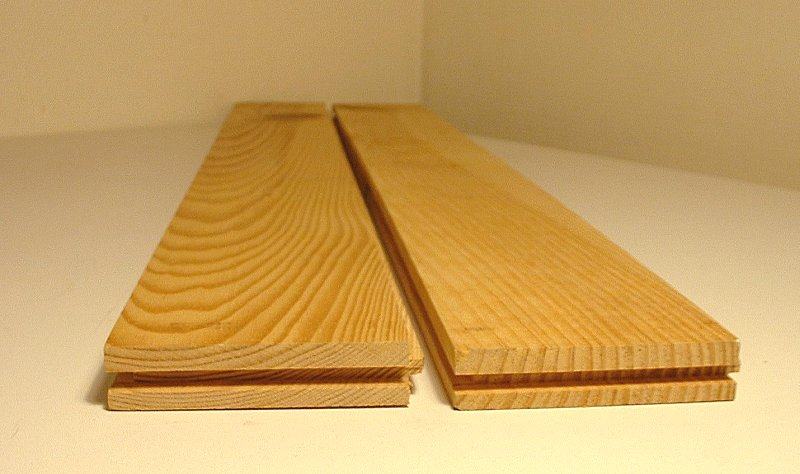
Planken met groeven ten behoeve van veren

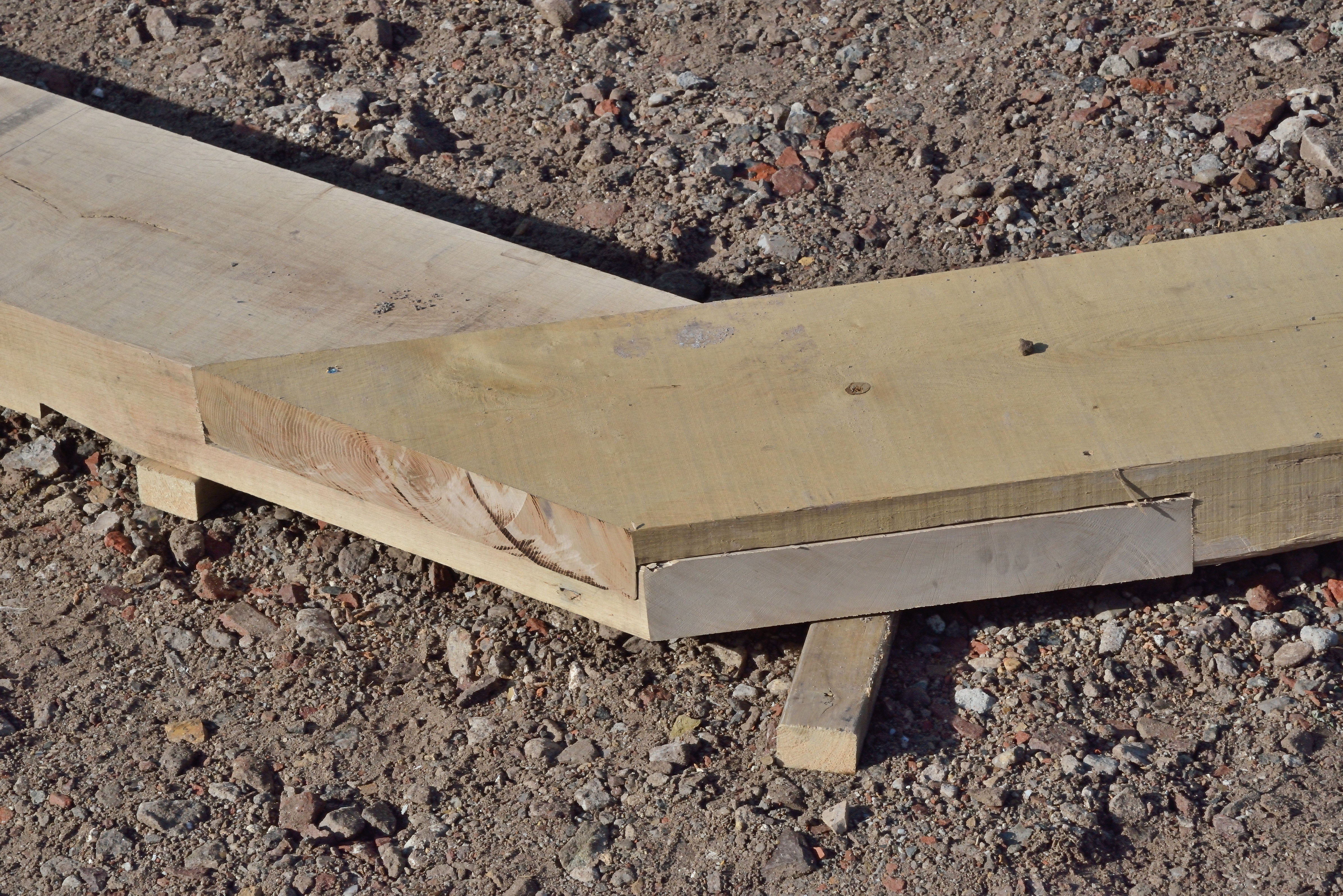
Overhoekse haaklas

Een houtverbinding is een verbinding tussen twee of meer houten onderdelen, zoals die in de bouw of meubelmakerijen gebruikelijk is.
Houtverbindingen onderscheidt men in vijf hoofdgroepen:
1. verbindingen in de breedte:
Dit is een verbinding van twee of meer houten onderdelen met de houtvezels evenwijdig aan elkaar om een bredere of dikkere plank te verkrijgen (bijvoorbeeld messing-en-groefverbinding, klamp en rabat).
2. verbindingen in de lengte:
Dit is een verbinding van twee of meer houten onderdelen in de vezelrichting om een langer stuk hout te verkrijgen (bijvoorbeeld schuine liplas, rechte haaklas en vingerlas).
3. hoek- of T-verbinding:
Dit is een verbinding onder een rechte of schuine hoek van twee of meer houten elementen om een raam of een onderdeel ervan te maken (bijvoorbeeld pen-en-gatverbinding, dubbele-pen-en-gat- en open-pen-gatverbinding).
4. kruisverbindingen:
Dit zijn verbindingen die bijvoorbeeld in ramenroeden voorkomen (bijvoorbeeld halfhoutse verbinding, overkeping en tuimeling)
5. plaatverbinding:
Dit is een verbinding tussen platen, al dan niet met een verbinding zoals tand en groef.